# Harriet Bosse

Harriet Bosse (1912)

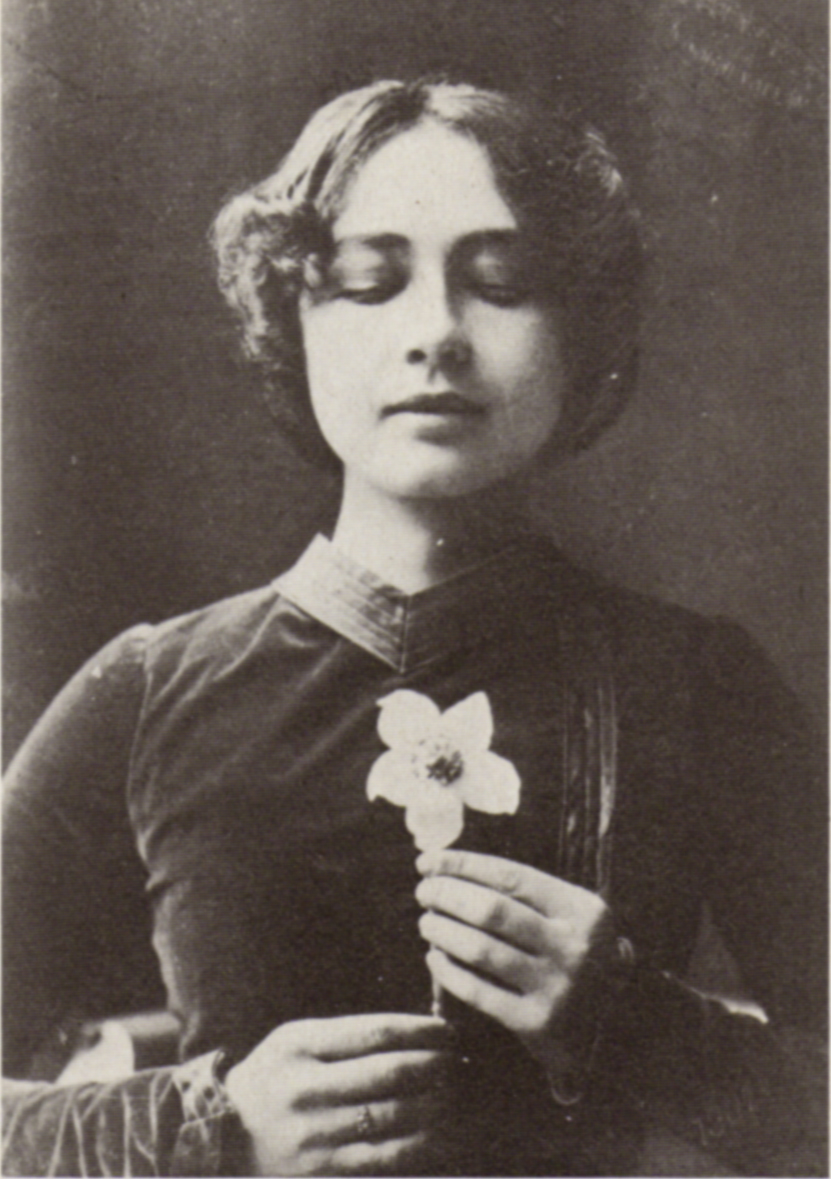
Harriet Bosse (1900) im Damascus (Theater in Schweden)

Harriet Sofie Bosse (* 19. Februar 1878 in Oslo; † 2. November 1961 in Oslo) war eine norwegische Schauspielerin.

## Leben
Harriet Bosse wurde am 19. Februar 1878 in Oslo als dreizehntes von vierzehn Kindern von Anne-Marie Bosse und Johann Heinrich Bosse geboren. Sie hatte einen deutschen Vater, der Autor war. Schon früh interessierte sie sich für die Schauspielerei, wahrscheinlich auch durch zwei ihrer Schwestern, Alma (1863–1947) und Dagmar (1866–1954). Bereits als 3-Jährige zog sie mit ihren Eltern nach Stockholm. Im Alter von zehn Jahren besuchte sie verschiedene Schauspielschulen in Schweden und Norwegen und wurde erst von ihren Schwestern im Schauspielen unterrichtet. Mit 18 Jahren nahm sie an ihrem ersten Theaterstück Romeo und Juliet teil, das später weltberühmt wurde.
1901 zog sie wieder nach Norwegen, wo sie weiterhin an ihrer Schauspielkarriere arbeitete. Ihre Eltern starben im selben Jahr, sodass Bosse ein schwerer Schritt in ihrem Leben bevorstand. In Kopenhagen und Paris spielte sie zwei weitere Theaterstücke mit Namen Eine große Liebe und Herr Weng Bang. Außerdem veröffentlichte sie im selben Jahr im Dezember den Film Die Ingmarssöhne.
Im März 1901 lernte sie den schwedischen Dramaturgen und Autor August Strindberg kennen, den sie schon am 6. Mai im selben Jahr heiratete. Im Jahr darauf wurde ihre Tochter Anne-Marie geboren (1902–2007). Es folgten zahlreiche Auseinandersetzungen, bis sie sich im Dezember 1904 scheiden ließen. Grund für die Trennung waren der große Altersunterschied und unterschiedliche Vorstellungen vom Zusammenleben. 
Von 1908 bis 1911 war Bosse in zweiter Ehe mit dem schwedischen Schauspieler Gunnar Wingård (1878–1912) verheiratet, mit dem sie den Sohn Bo Gunnarsson (1909–1972) hatte. Von 1927 bis 1932 war sie in dritter Ehe mit dem schwedischen Schauspieler und Regisseur Edvin Adolphson (1893–1979) verheiratet.
Bosse starb 1961 in Oslo an einem Schlaganfall und liegt auch dort begraben.

## Stücke
- Romeo und Juliet (1896)
- The Red Room (1879)
- A Midsummer Nights Dream (1900)
- A Dream Play (1902)

## Filmografie (Auswahl)
- 1919: Kameraden
- 1919: Die Ingmarssöhne